# Fox-Amphoux
Fox-Amphoux este o comună în departamentul Vaucluse din sud-estul Franței. În 2009 avea o populație de 443 de locuitori.

## Evoluția populației
| An        | 1975 | 1982 | 1990 | 1999 | 2006 | 2009 |
| --------- | ---- | ---- | ---- | ---- | ---- | ---- |
| Populație | 248  | 287  | 349  | 375  | 415  | 443  |